# Kose
Kose (em estoniano:  Kose vald) é um município rural estoniano localizado na região de Harjumaa.

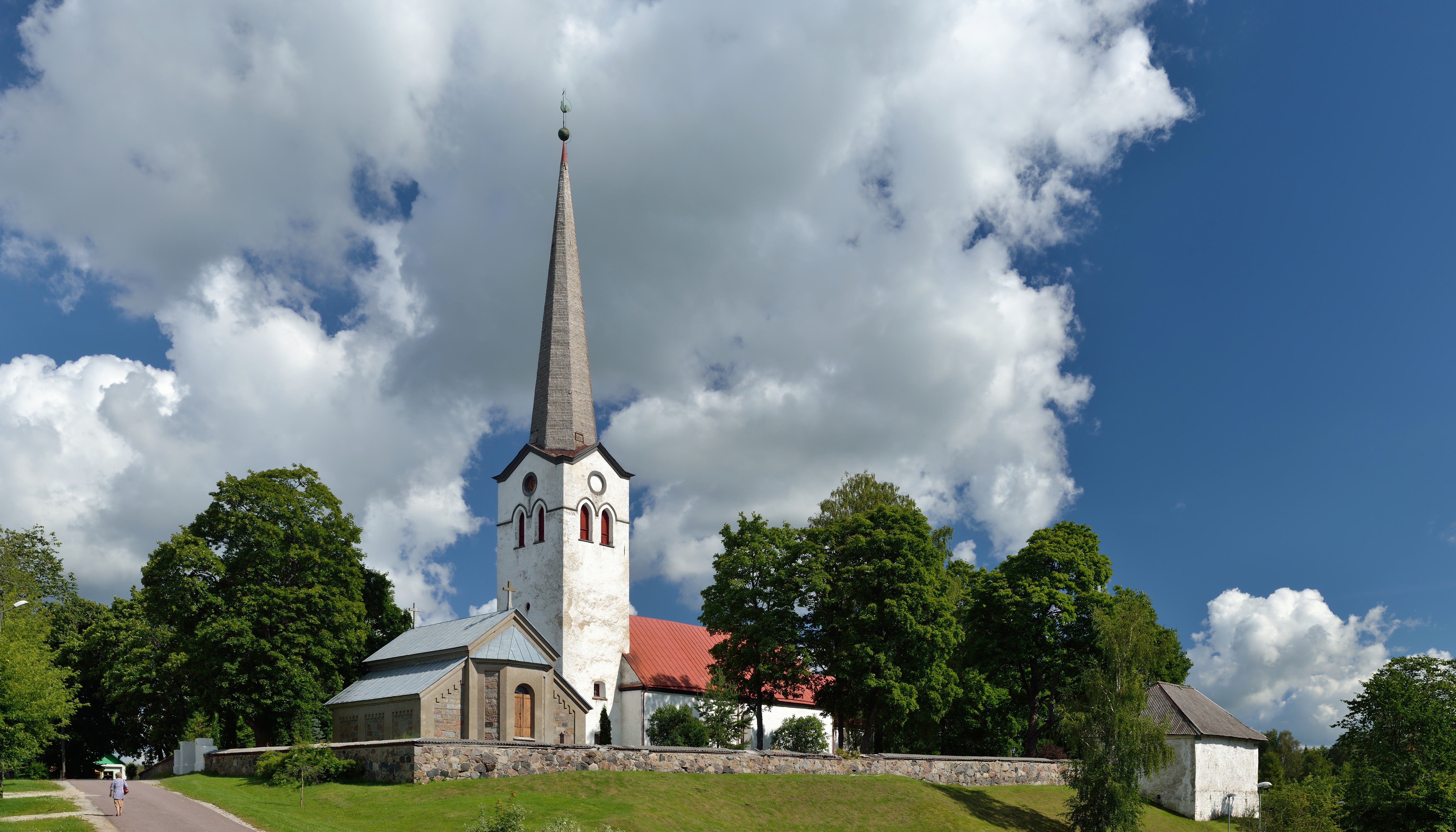
Kose
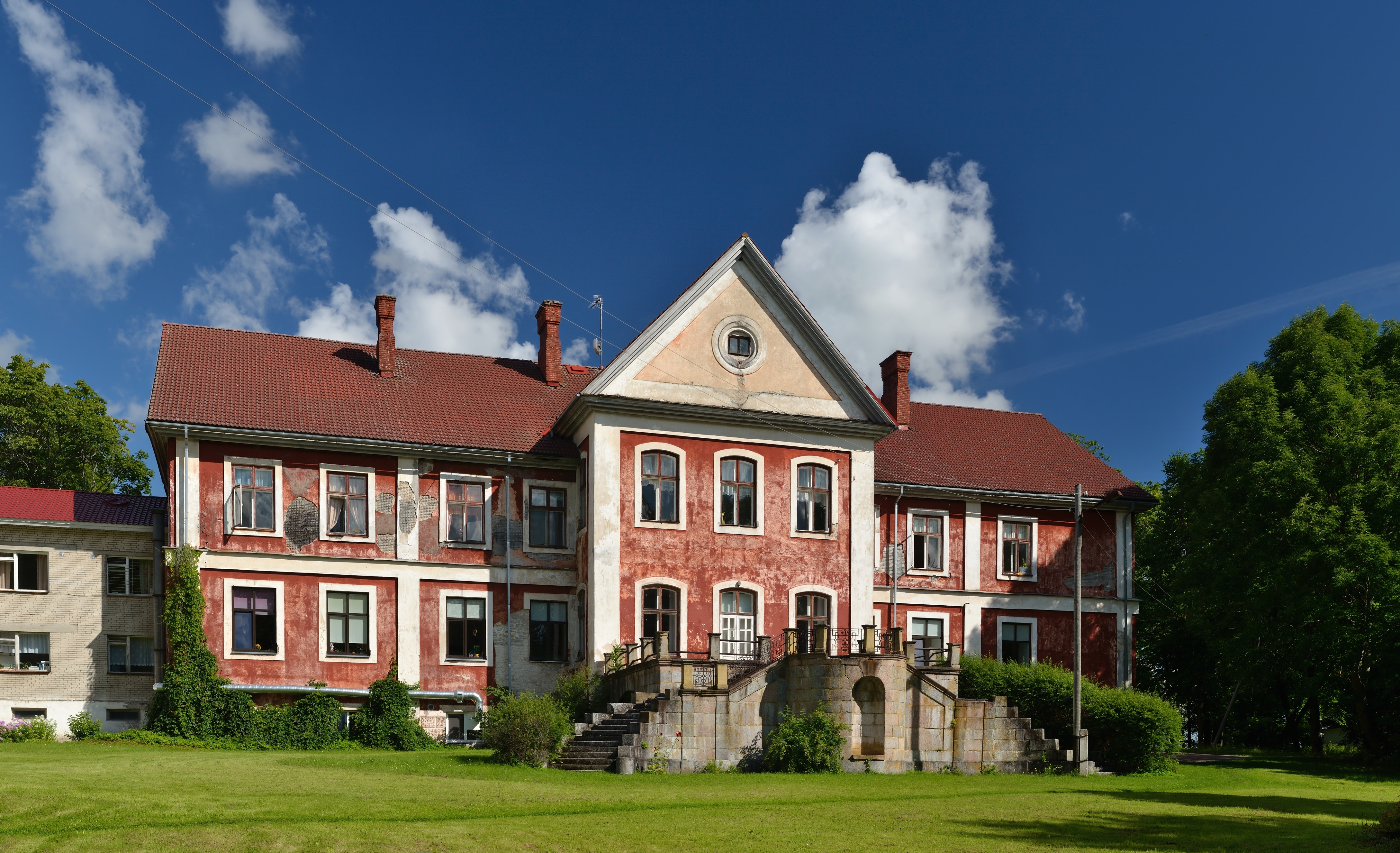
Ravila
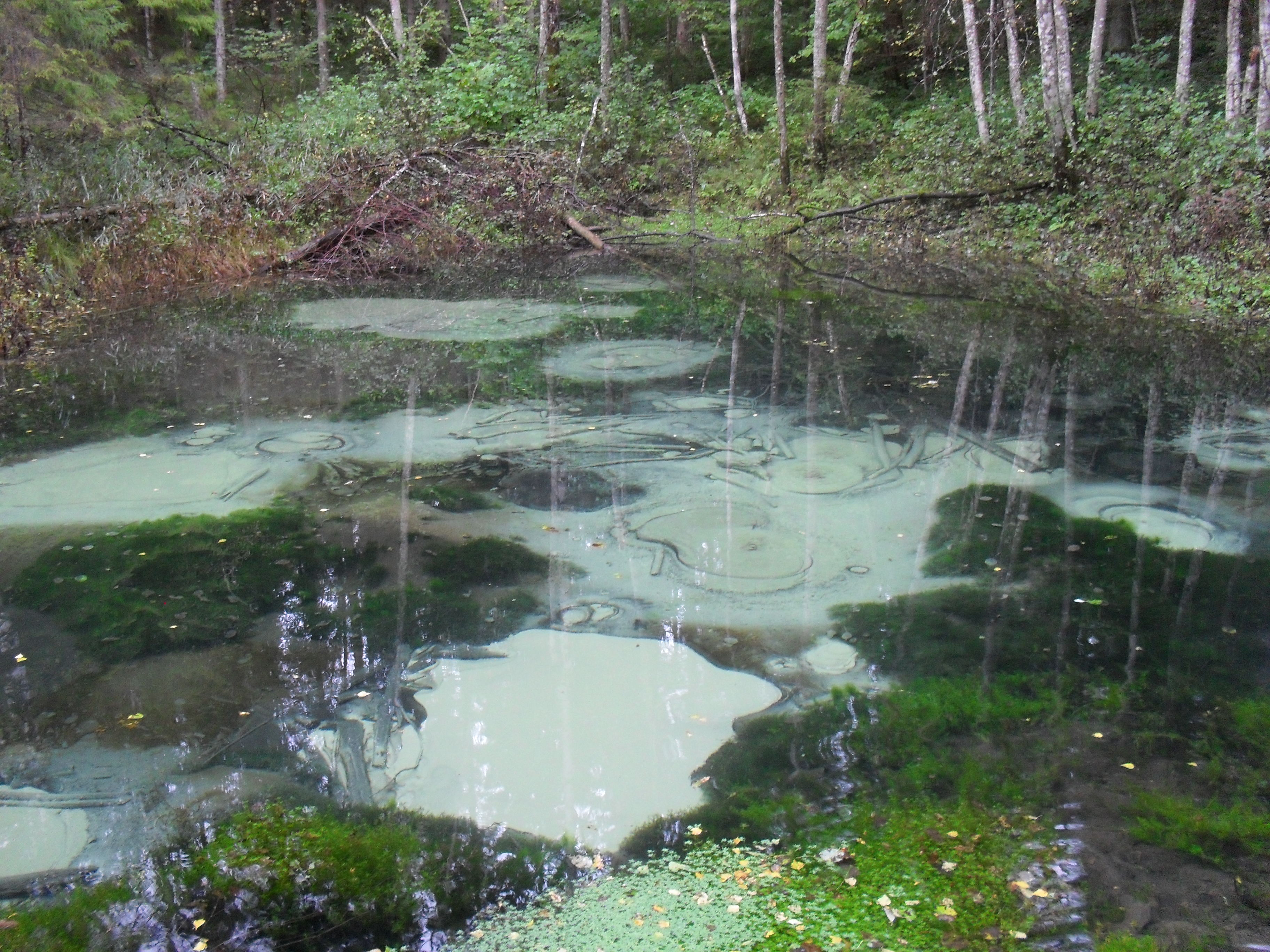
Saula
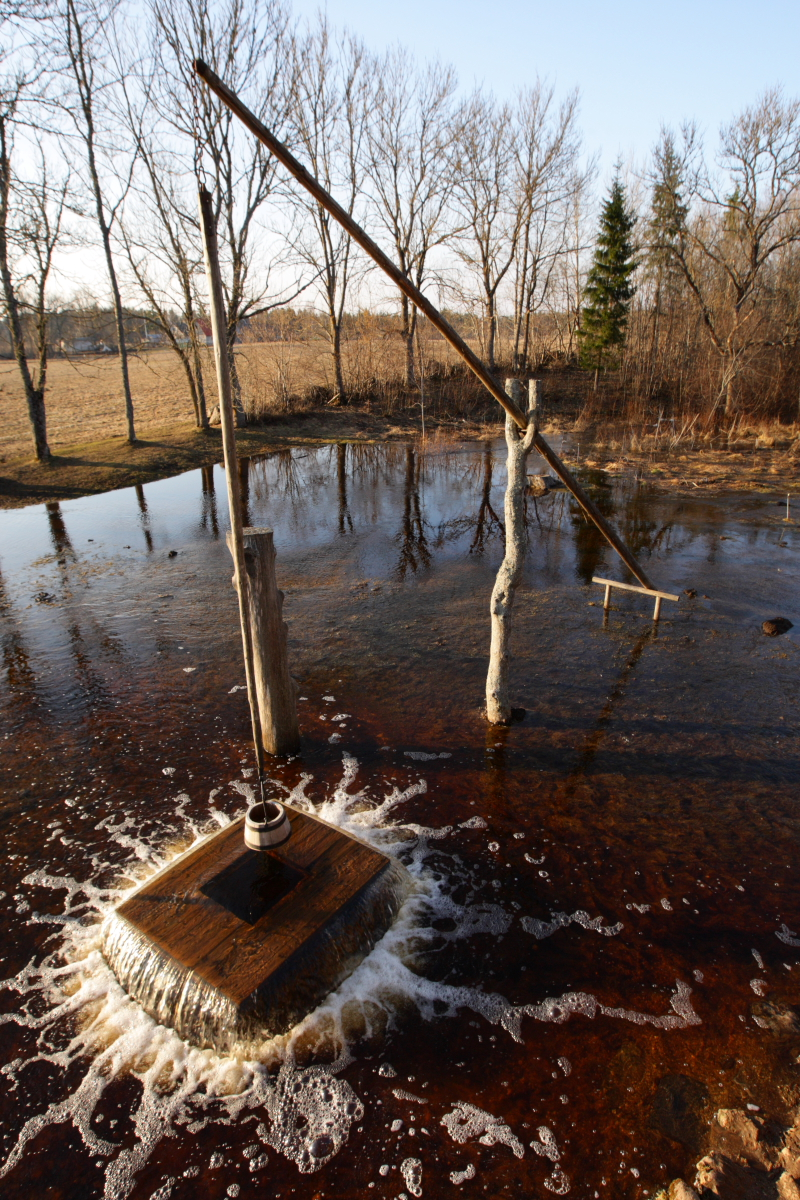
Tuhala
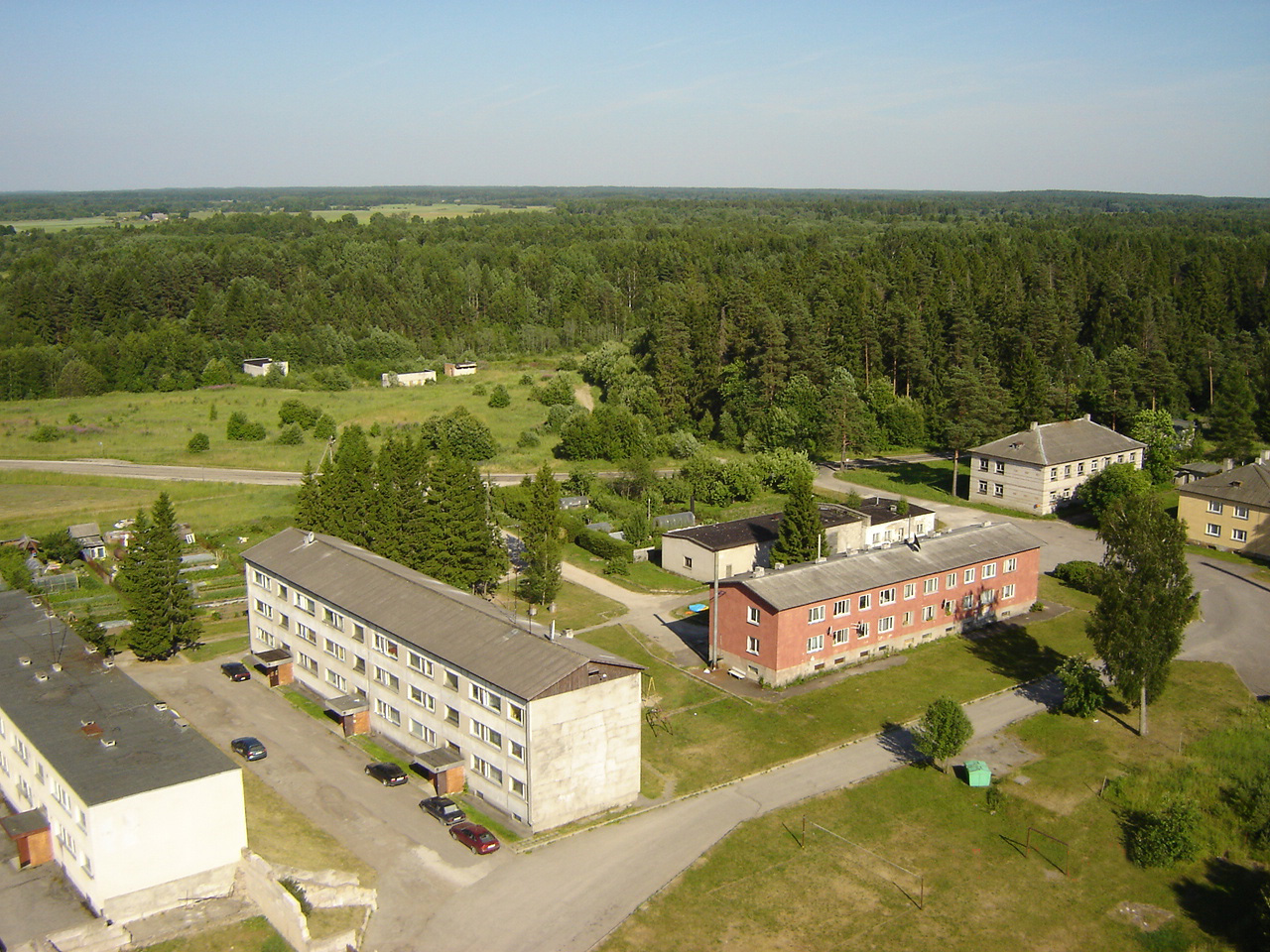
Vardja
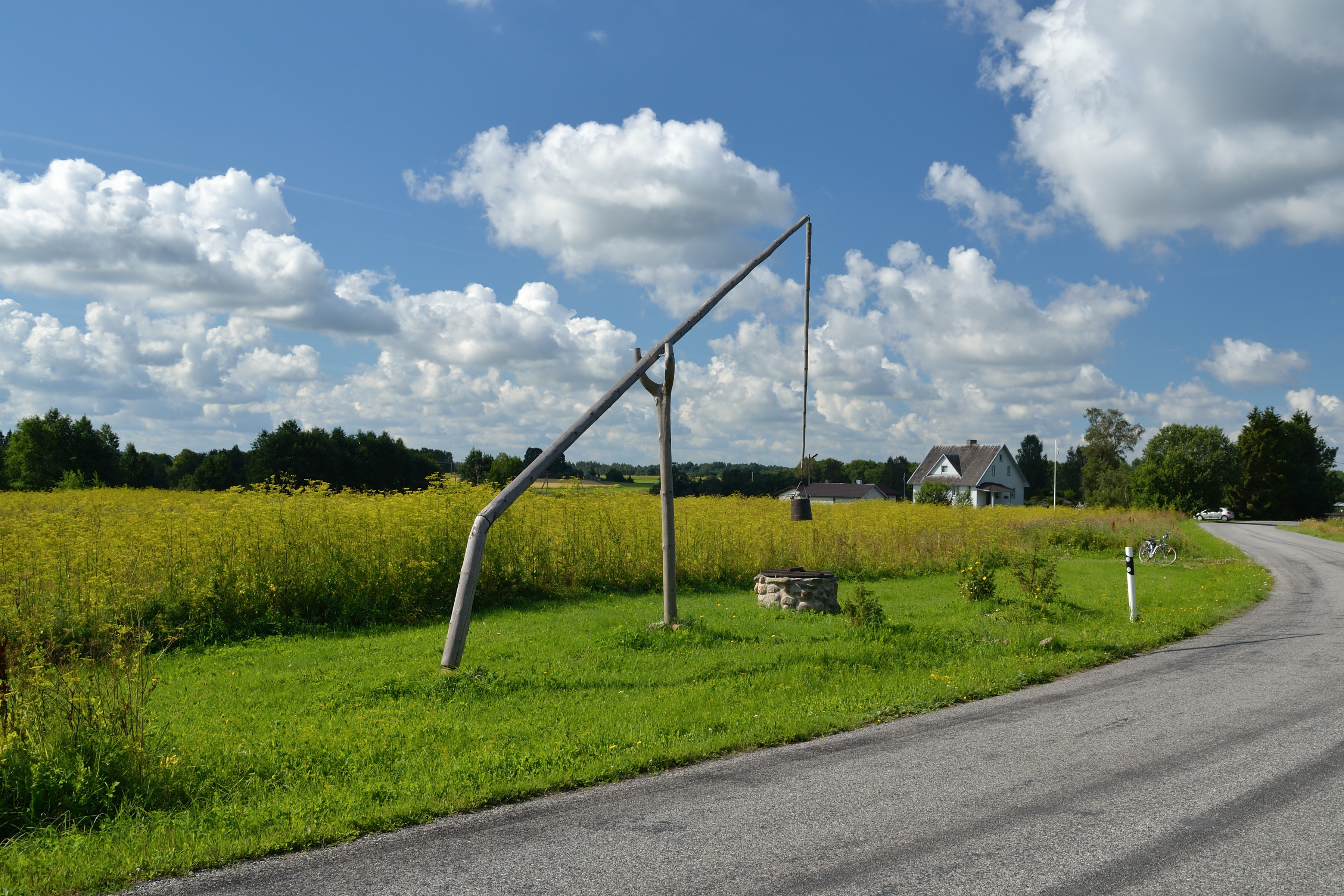
Võlle